# Szőlőshegy
Szőlőshegy (szerbül Калуђерово / Kaluđerovo, németül Rebenberg) település Szerbiában, a Vajdaságban, Dél-bánsági körzetben, a fehértemplomi községben.

## Fekvése
Fehértemplomtól keletre, a román határ mellett, Néranádas északnyugati szomszédjában fekvő település.

## Története
Szőlőshegy, előző nevén Rebenberg a török hódoltság után, az 1717-1723. közötti években épült.
Neve először az 1723-1725-ös gróf Mercy térképen tűnt fel, a glissúrai kerületben.
Az 1761-es hivatalos térképen, már az újpalánkai kerületben  volt található és óhitüek lakták.
Az 1768-1770-es években, a szerb katonai határőrvidék szervezésekor, a település a három alsó határőrszázadé volt.
1773-ban a szerb német Határőrvidékhez csatolták, majd 1873-ban temes vármegyéhez került.
1910-ben 742 lakosából 6 fő német, 8 fő román, 694 fő szerb, 10 fő egyéb anyanyelvű volt. Ebből 6 fő római katolikus, 712 fő görögkeleti ortodox vallású volt. A lakosok közül 364 fő tudott írni és olvasni, 35 fő tudott magyarul.
A trianoni békeszerződés előtt Temes vármegye Fehértemplomi járásához tartozott.

## Népesség

### Demográfiai változások
| 1948 | 1953 | 1961 | 1971 | 1981 | 1991 | 2002 | 2011 |
| ---- | ---- | ---- | ---- | ---- | ---- | ---- | ---- |
| 435  | 410  | 348  | 249  | 200  | 170  | 132  | 94   |

## Nevezetességek
- Görögkeleti temploma - 1760-ban épült

## Források

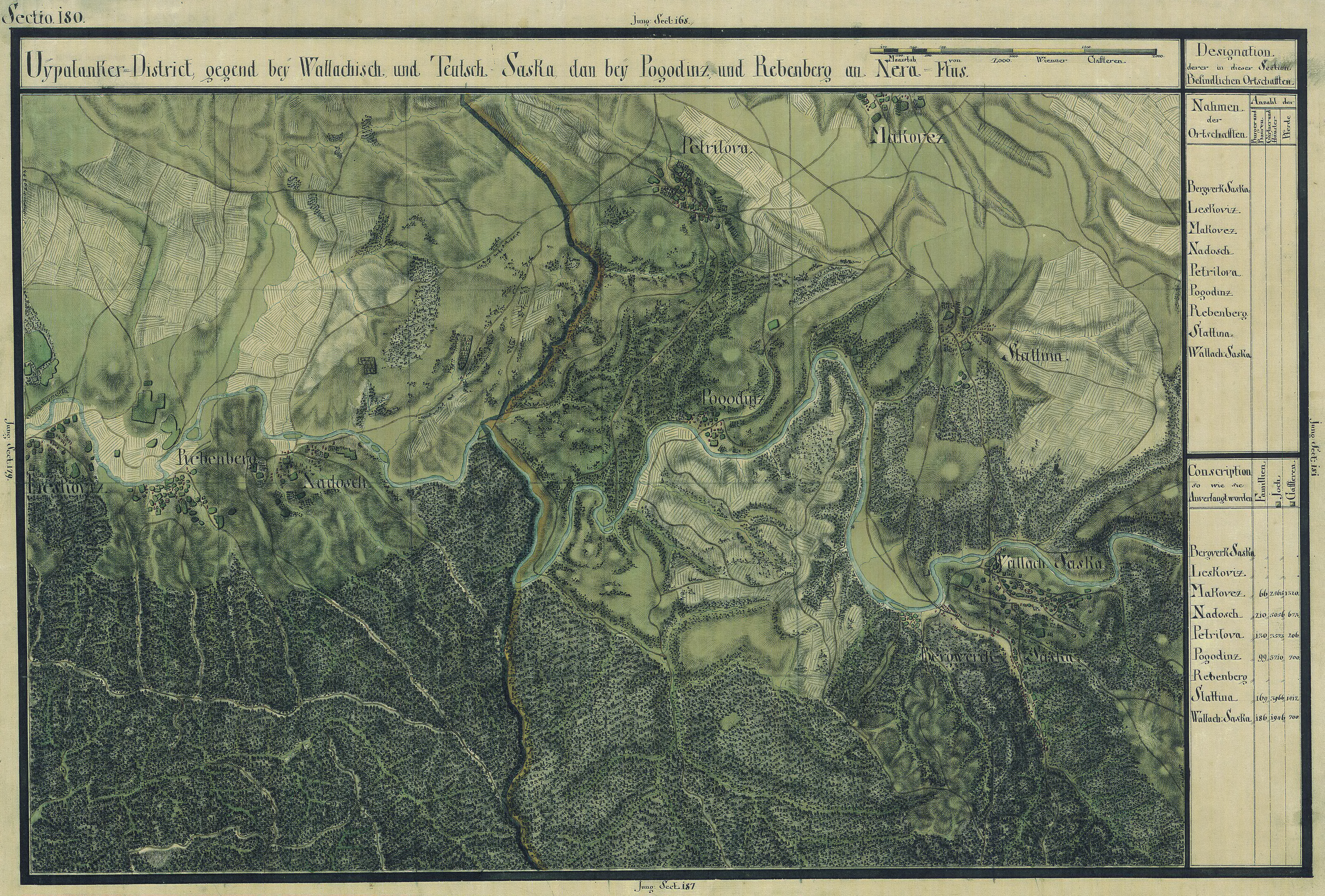
Szőlőshegy egy régi térképen